# Mind Games (album)
Pour les articles homonymes, voir Mind Games.
Albums de John Lennon
Some Time in New York City
(1972) Walls and Bridges
(1974)
Singles
1. Mind Games/Meat City
Sortie : 29 octobre 1973

Mind Games est le quatrième album studio de John Lennon paru en novembre 1973.

## Historique
Enregistré peu avant sa séparation avec Yoko Ono, l'album est publié alors que le musicien est déjà parti vivre à Los Angeles pour une période de dix huit mois avec son assistante May Pang, son « Lost Week End ». C'est le premier album solo de Lennon qui ne soit pas produit par Phil Spector.

## Analyse
Par bien des aspects, il se distingue de son prédécesseur, Some Time in New York City. Quand celui-ci comportait des chansons engagées parlant clairement de faits d'actualité, Mind Games est beaucoup plus introspectif et abstrait. Nutopian International Anthem va jusqu'à n'être composée que de quelques secondes de silence. La déclaration nationale de ce pays imaginaire est imprimée sur la pochette qui protège le disque.

## Réception
S'il connaît un succès légèrement meilleur à son prédécesseur, l'accueil de la critique reste assez mitigé. L'album atteint la 13e place des charts britanniques et la 9e aux États-Unis, où il devient disque d'or. En 2004, ce disque est réédité avec en bonus trois démos acoustiques effectuées par Lennon chez lui.

## Liste des chansons
Telle que présentée lors de la publication originale en 33 tours mais la numérotation fait référence aux rééditions en CD. Toutes les chansons sont signées John Lennon. 
| 1. | Mind Games                        | 4:13 |
| 2. | Tight A$                          | 3:38 |
| 3. | Aisumasen (I'm Sorry)             | 4:46 |
| 4. | One Day (At a Time)               | 3:09 |
| 5. | Bring on the Lucie (Freda People) | 4:12 |
| 6. | Nutopian International Anthem     | 0:03 |

| 7.  | Intuition       | 3:10 |
| 8.  | Out the Blue    | 3:23 |
| 9.  | Only People     | 3:25 |
| 10. | I Know (I Know) | 3:49 |
| 11. | You Are Here    | 4:09 |
| 12. | Meat City       | 2:48 |

| 13. | Aisumasen          | 3:35 |
| 14. | Bring on the Lucie | 1:02 |
| 15. | Meat City          | 2:36 |

## Classement
| Classement (1975)             | Meilleure position |
| ----------------------------- | ------------------ |
| Royaume-Uni (UK Albums Chart) | 13                 |
| États-Unis (Billboard)        | 9                  |

## Fiche de production

### Interprètes
- John Lennon : chant, guitares, clavicorde, percussions
- David Spinozza : guitare
- Sneaky Pete Kleinow : pedal steel guitare
- Gordon Edwards : basse
- Ken Ascher : piano, orgue Hammond, Mellotron
- Jim Keltner : batterie
- Rick Marotta : batterie (Bring on the Lucie, Meat City)
- Michael Brecker : saxophone
- Something Different : chœurs

## Production
- John Lennon : Production
- Roy Cicala, Dan Barbiero : Ingénieurs
- Tom Rabstanek : Mastering